# تشارلي ميتشيل (لاعب كرة قدم أمريكية)
تشارلي ميتشيل (بالإنجليزية: Charley Mitchell)‏ هو لاعب كرة قدم أمريكية أمريكي، ولد في 25 مايو 1940 في ماكناري في الولايات المتحدة.